# カフェパスクッチ
カフェパスクッチ (Caffè Pascucci) は、イタリアのカフェのチェーンで、世界25カ国以上に店舗を展開している。
運営企業のパスクッチ・トレファツィオーネ (Pascucci Torrefazione S.p.a.) は、ペーザロ・エ・ウルビーノ県のモンテ・チェリニョーネに本社を置いている。
カフェパスクッチは、アルバニアの最上位サッカーリーグであるカテゴリア・スペリオレのチームのひとつ、KSテウタ・ドゥラスの主要スポンサーである。

## 店舗展開
大韓民国ソウル特別市江南区狎鴎亭の店舗は、イ・ビョンホン、チェ・ジウ、リュ・シウォン、シン・ミナ、イ・ジョンヒョン、イ・ユジンらが出演したSBSの2001年のテレビドラマ『美しき日々（아름다운 날들）』や、2003年の『天国の階段（천국의 계단）』で、主要な撮影ロケーションのひとつとなった。